# العلاقات المالديفية اللاوسية
العلاقات المالديفية اللاوسية هي العلاقات الثنائية التي تجمع بين المالديف ولاوس.

## مقارنة بين البلدين
هذه مقارنة عامة ومرجعية للدولتين:
| وجه المقارنة                                              | المالديف       | لاوس        |
| --------------------------------------------------------- | -------------- | ----------- |
| المساحة (كم2)                                             | 298            | 236.80 ألف  |
| عدد السكان (نسمة)                                         | 436.33 ألف     | 6.86 مليون  |
| الكثافة السكانية (ن./كم²)                                 | 146.42 ألف     | 28.97       |
| العاصمة                                                   | ماليه          | فيينتيان    |
| اللغة الرسمية                                             | اللغة الديفهي  | اللغة اللاو |
| العملة                                                    | روفيه مالديفية | كيب لاوي    |
| الناتج المحلي الإجمالي (بليون دولار)                      | 4.60 مليار     | 16.85 مليار |
| الناتج المحلي الإجمالي (تعادل القوة الشرائية) بليون دولار | 5.23 مليار     | 38.71 مليار |
| الناتج المحلي الإجمالي الاسمي للفرد دولار أمريكي          | 8.39 ألف       | 1.82 ألف    |
| الناتج المحلي الإجمالي للفرد دولار أمريكي                 | 12.53 ألف      |             |
| مؤشر التنمية البشرية                                      | 0.706          | 0.575       |
| رمز المكالمات الدولي                                      | +960           | +856        |
| رمز الإنترنت                                              | .mv            | .la         |
| المنطقة الزمنية                                           | ت ع م+05:00    | ت ع م+07:00 |

## منظمات دولية مشتركة
يشترك البلدان في عضوية مجموعة من المنظمات الدولية، منها:
| علم المنظمة | اسم المنظمة                        | تاريخ انضمام المالديف | تاريخ انضمام لاوس |
| ----------- | ---------------------------------- | --------------------- | ----------------- |
|             | بنك التنمية الآسيوي                | 1978                  | 1966              |
|             | مؤسسة التنمية الدولية              | 13 يناير 1978         | 28 أكتوبر 1963    |
|             | يونسكو                             | 18 يوليو 1980         | 9 يوليو 1951      |
|             | وكالة ضمان الاستثمار متعدد الأطراف | 19 مايو 2005          | 5 أبريل 2000      |
|             | الأمم المتحدة                      | 21 سبتمبر 1965        | 14 ديسمبر 1955    |
|             | البنك الدولي للإنشاء والتعمير      | 13 يناير 1978         | 5 يوليو 1961      |
|             | منظمة حظر الأسلحة الكيميائية       | ?                     | ?                 |
|             | مؤسسة التمويل الدولية              | 2 فبراير 1983         | 29 يناير 1992     |
|             | منظمة الشرطة الجنائية الدولية      | ?                     | ?                 |

## وصلات خارجية
- موقع وزارة الخارجية المالديفية
- موقع وزارة الخارجية اللاوسية